# Niob
Niob (chemická značka Nb, latinsky niobium) je kovovým, přechodným prvkem 5. skupiny periodické tabulky. Nachází využití v elektronice a metalurgii při výrobě speciálních slitin.

## Základní fyzikálně-chemické vlastnosti

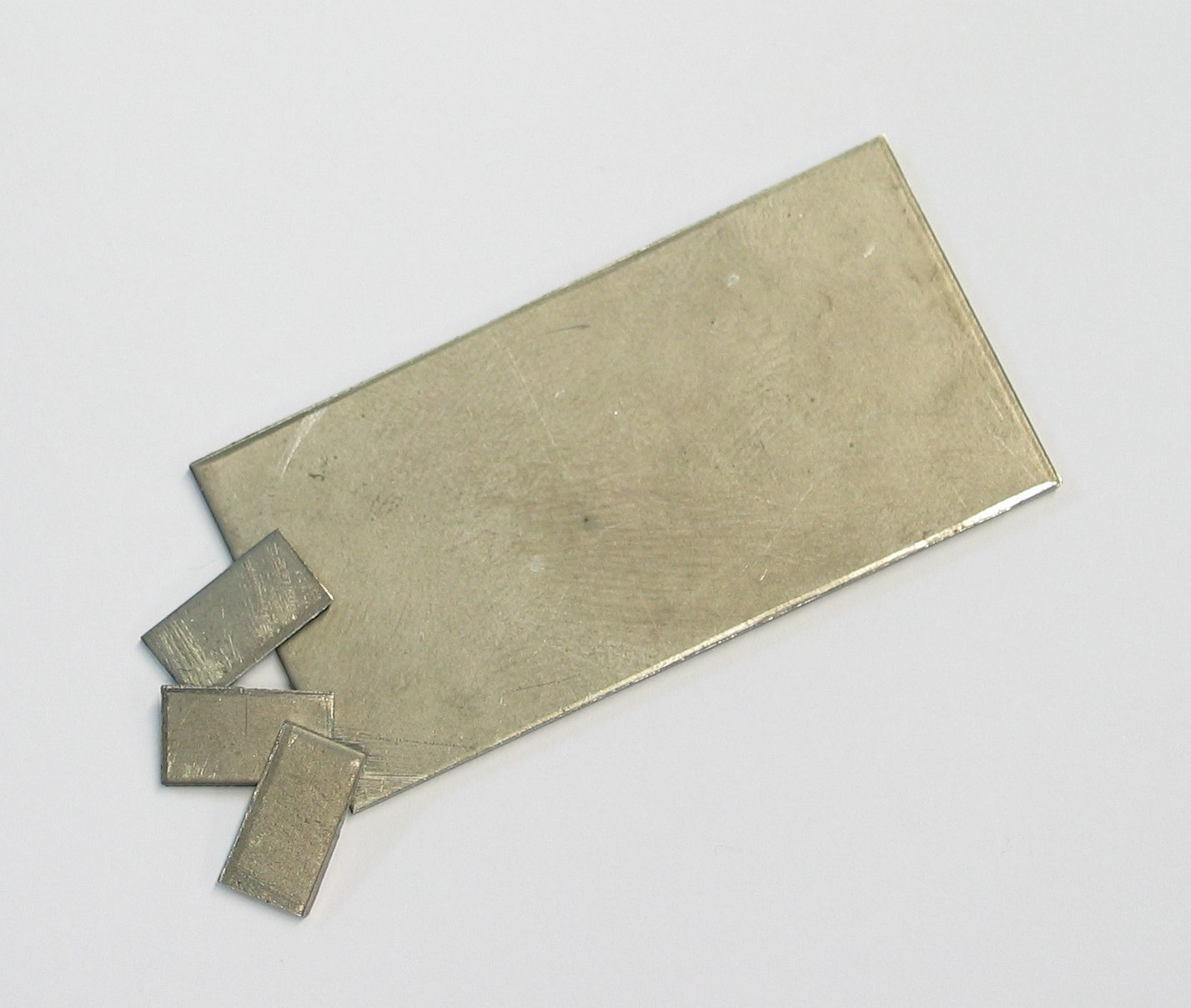
Kovový niob

Niob byl objeven roku 1801 Charlesem Hatchettem a byl pojmenován podle Niobé, dcery bájného krále Tantala. Hatchett objevil niob v minerálu columbitu (psáno někdy také kolumbit) a pojmenoval ho proto columbium. Pro velmi podobné vlastnosti niobu a tantalu panoval dlouho názor, že se jedná o jeden prvek. Teprve v roce 1844 prokázal Heinrich Rose, že columbit obsahuje dva prvky – tantal a niob.
Niob je šedý, kujný, kovový prvek, poměrně značně chemicky stálý. Má netypickou elektronovou konfiguraci valenční slupky: 4d4 5s1. Jeho zbarvení se při dlouhodobém působení vzduchu mění na namodralé. Při manipulaci za vyšší teploty jej však musíme chránit v inertní atmosféře před působením vzdušného kyslíku. Oxidace vzduchem začíná při teplotě 200 °C.
Poměrně dobře se rozpouští v kyselině fluorovodíkové (HF), kyselých roztocích obsahujících fluoridové ionty a snadno se rozkládá alkalickým tavením.
V chemických sloučeninách se vyskytuje v mocenství
Nb+2, Nb+3 a Nb+5.

## Výskyt a výroba

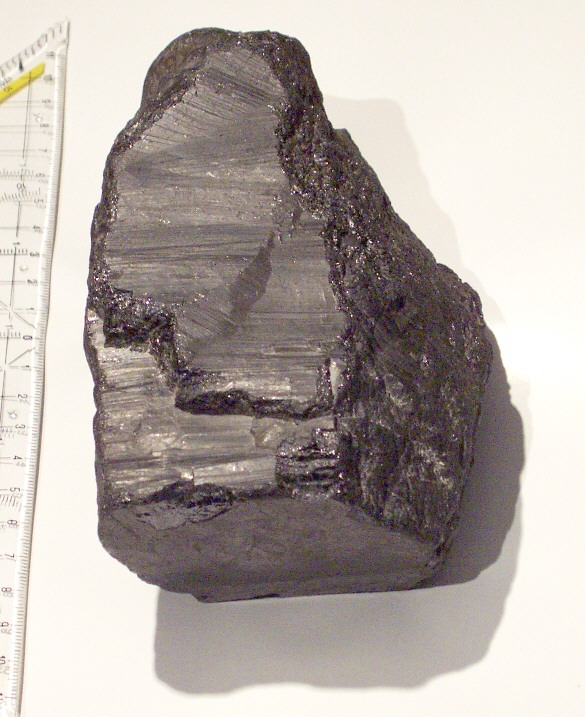
Minerál kolumbit

Niob je na Zemi poměrně vzácný, jeho obsah v zemské kůře se odhaduje na 15–25 mg/kg. Koncentrace v mořské vodě je velmi nízká, odhaduje se na přibližně 0,000 01 mg/l (0,01 ppb). Ve vesmíru připadá jeden atom niobu na 40 miliard atomů vodíku.
Prvek se nikde nevyskytuje čistý, v minerálech je obvykle doprovázen tantalem. Nejznámějšími minerály jsou kolumbit ((Fe,Mn)(Nb,Ta)2O6),
coltan ((Fe,Mn)(Ta,Nb)2O6) a euxenit ((Y,Ca,Ce,U,Th)(Nb,Ta,Ti)2O6).
Ložiska rud s prakticky využitelným obsahem niobu se nalézají v Rusku, Brazílii, Kanadě, jižní Africe a v Nigérii.
Výroba čistého kovu je značně komplikovaná, protože ve všech přírodních rudách jej doprovází tantal, jehož chemické chování je velmi podobné. Obvykle se pro separaci těchto dvou kovů používá krystalizace jejich fluorokomplexů nebo frakční destilace pětimocných chloridů. Po přečištění sloučenin se elementární kovový niob vyrábí elektrolyticky.

## Využití
Niob má široké využití: je součástí ušlechtilé oceli a slitin mnoha neželezných kovů. Tyto slitiny jsou často používány při konstrukci potrubních systémů.
Další využití:
- Kov má malý účinný průřez pro tepelné neutrony, a proto se používá v jaderném průmyslu.
- Také je využíván při svařování obloukem.
- Jeho namodralé barvy se využívá ve slitinách pro piercing.
- Velké množství niobu ve formě ferroniobia a niklniobia se používá v superslitinách pro součásti proudových motorů a v zařízeních, kde přichází do styku s vysokou teplotou.
- Jako náhrada tantalu v kondenzátorech.
- Protože je v čistém stavu fyziologicky inertní, používá se v klenotnictví a medicíně.

Při ochlazení na velmi nízkou teplotu přechází niob do supravodivého stavu. Za atmosférického tlaku je kritická teplota elementárního kovu 9,25 K. Spolu s vanadem a techneciem patří niob mezi jediné tři prvky, které jsou supravodiči II. typu. Jeho slitiny se zirkoniem, cínem, titanem aj. patří také mezi supravodiče II. typu a používají se např. pro výrobu supravodivých magnetů, které jsou schopné vyrobit velmi silné magnetické pole.

## Izotopy
V přírodě je niob monoizotopický i mononuklidický (93Nb). Nejstabilnější radioizotopy jsou 92Nb s poločasem přeměny
34,7 milionu roků, 94Nb (20 300 roků) a 91Nb (680 roků). Bylo popsáno dalších 31 izotopů tohoto prvku, jejich nukleonová čísla jsou 81 až 115.